# Dezimalzeit

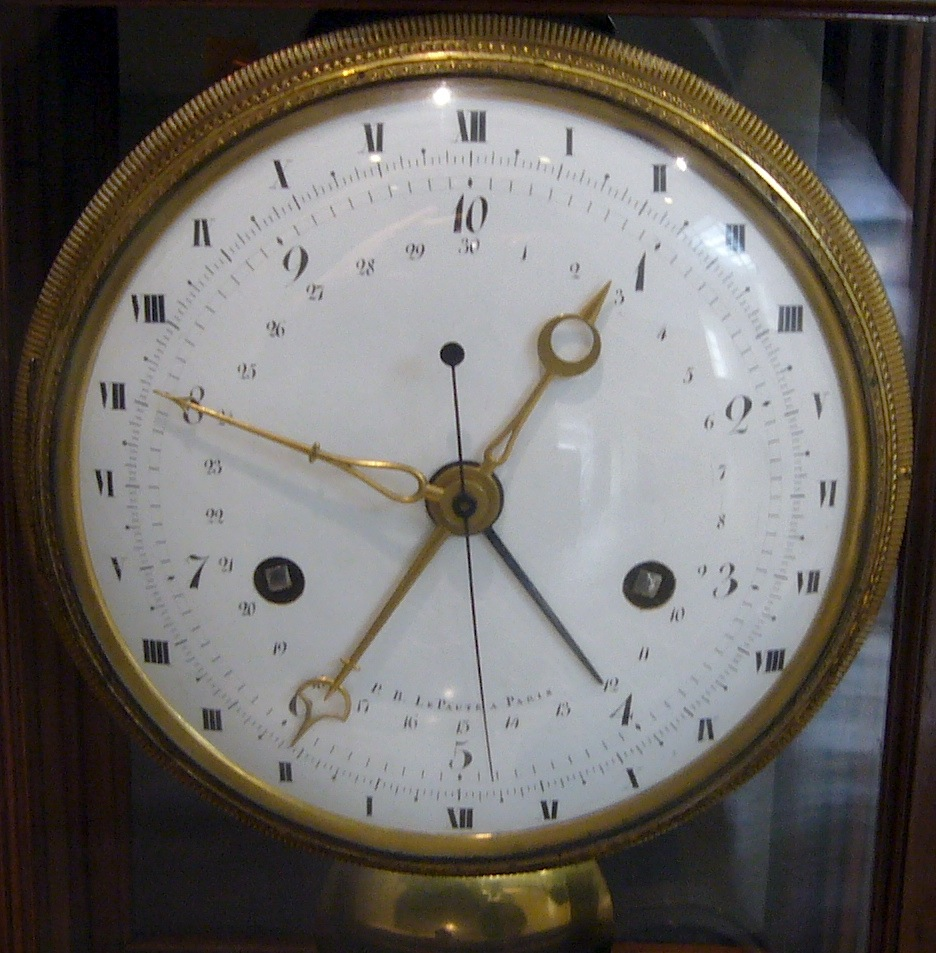
Uhr mit Dezimalzeitanzeige aus der Zeit der Französischen Revolution

Dezimalzeit ist die Darstellung der Uhrzeit mit dezimalen Unterteilungen.

## Geschichte

### China
In China gibt es etwa 50 verschiedene historische Kalender. Für den größten Teil der rund dreitausendjährigen chinesischen Geschichte wurde eine Dezimalzeit verwendet, oft neben der duodezimalen Zeitmessung. Der Tag (von Mitternacht bis Mitternacht) wurde zunächst in 100 Einheiten (ke 刻; pinyin: kè) unterteilt. Ein Ke entsprach also 14,4 Minuten. Während kürzerer Abschnitte der chinesischen Geschichte unterteilte man den Tag davon abweichend auch in 120=10·12, 108=9·12 oder 96=8·12 Ke. Später wurde auch eine Unterteilung des Tages in zwei mal 12 Stunden (Shi) benutzt und Ke auf eine Viertelstunde verlängert.
Die Zeiteinheit Ke wurde je nach Kalender in 100 oder 60 Fen unterteilt, die somit rund 9 oder 15 Sekunden entsprachen.

### Frankreich

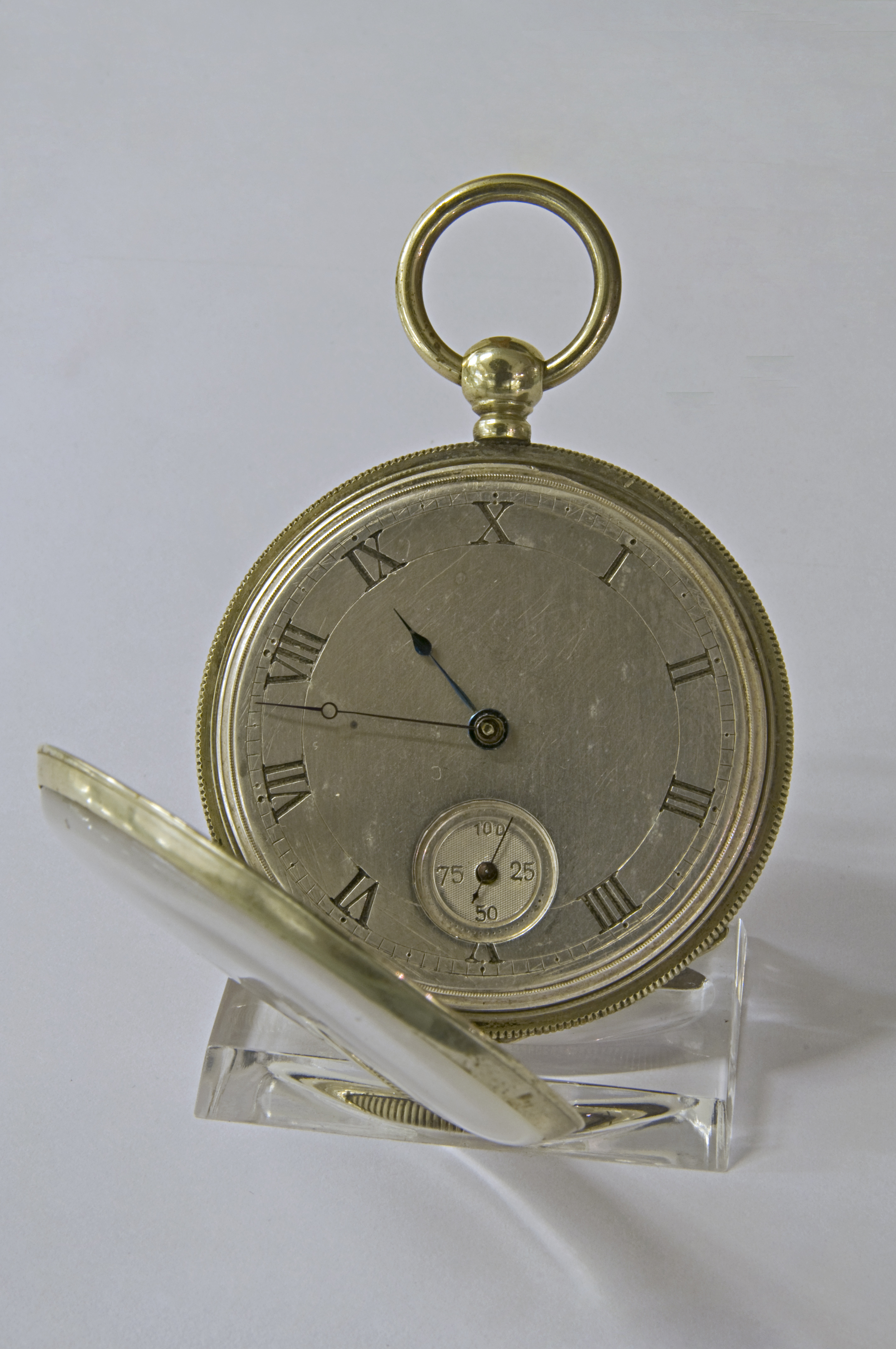
Französische Dezimaltaschenuhr der Revolutionszeit

Die Franzosen führten die Dezimalzeit im Rahmen ihres Revolutionskalenders ein und teilten einen Tag in 10 Dezimalstunden auf. Jede Dezimalstunde hatte 100 Dezimalminuten, jede Dezimalminute 100 Dezimalsekunden. Das Dekret vom 24. November 1793 (4 Frimaire II) lautete:

« XI. Le jour, de minuit à minuit, est divisé en dix parties ou heures, chaque partie en dix autres, ainsi de suite jusqu’à la plus petite portion commensurable de la durée. La centième partie de l'heure est appelée minute décimale; la centième partie de la minute est appelée seconde décimale. »

„XI. Der Tag, von Mitternacht bis Mitternacht, wird in zehn Teile oder Stunden geteilt, jeder Teil in zehn andere, bis die kleinste messbare Einheit erreicht ist. Das Hundertste einer Stunde soll Dezimalminute genannt werden. Das Hundertste einer Minute soll Dezimalsekunde genannt werden.“

Es sollte also heißen „5 Uhr Mittag“ oder „10 Uhr Mitternacht“. Manche Uhren aus der Zeit zeigten beide Uhrzeiten an, die dezimale und die traditionelle. Die Dezimalzeit wurde als allgemeingültige Zeiteinheit 1795 wieder abgeschafft.

#### Umrechnung
Es gibt 86.400 sexagesimale Sekunden und 100.000 Dezimalsekunden pro Tag.
Eine Dezimalsekunde entspricht also
{\displaystyle {\begin{aligned}1[Dezimalsekunde]&=1[Dezimalsekunde]\cdot {\frac {24\cdot 60^{2}[s]}{100.000[Dezimalsekunde]}}={\frac {108}{125}}[s]=0{,}864[s]\\1[Dezimalminute]&=100\cdot {\frac {108}{125}}[s]={\frac {432}{5}}[s]=86{,}4[s]={\frac {36}{25}}[min]=1{,}44[min]=1:26{,}4[min]\\1[Dezimalstunde]&=100\cdot 1{,}44[min]=144[min]=2{,}4[h]=2:24:00[h]\end{aligned}}}
Analog zur Atomsekunde kann eine Dezimalsekunde definiert werden als das {\textstyle {\frac {108}{125}}\cdot 9.192.631.770=} 7.942.433.849-fache der Periodendauer der Strahlung, die dem Übergang zwischen den beiden Hyperfeinstrukturniveaus des Grundzustandes von Atomen des Nuklids 133Cs entspricht.
- Eine Dezimalsekunde hat 0,864 sexagesimale Sekunden.
- Eine Dezimalminute hat 1,44 sexagesimale Minuten oder 1 Minute, 24 Sekunden, 24 Tertien
- Eine Dezimalstunde hat 2,4 duodezimale Stunden.

## Heutige Verwendung

### Nachkommastellen des Julianischen Tages
Am gebräuchlichsten ist die Dezimalzeit heute in den Nachkommastellen des Julianischen Datums, einer fortlaufenden Nummerierung der Tage. Allerdings dient das Julianische Datum nicht der Darstellung der Uhrzeit, sondern dem Rechnen mit Zeit. Maschinell wird das Julianische Datum dann meist binär repräsentiert, vergleiche Hexadezimalzeit.

### Tagesbruchteil
Es ist auch möglich, die Uhrzeit als Bruchteil des 24-Stunden-Tages anzugeben. 0,5 entspricht hierbei 12 Uhr; 0,75 entspricht 18 Uhr. Diese Darstellung wird etwa für Datums- und Zeitformate in Tabellenkalkulationen verwendet: Datum und Zeit werden als Dezimalzahl kodiert, wobei die Vorkommastellen das Datum repräsentieren (ähnlich dem julianischen Datum, jedoch mit dem 1. Januar 1900 als Beginn der Zählung), während die Nachkommastellen für den verstrichenen Anteil des Tages, also die Uhrzeit stehen.

### Swatch Internet Time
Die Schweizer Firma Swatch stellte 1998 die Internetzeit vor. Diese teilt den Tag in 1000 .beats ein und soll weltweit gültig sein. Der Tagesbeginn ist festgelegt auf 0:00 Uhr MEZ, die nach dem Hauptsitz der Swatch Group benannte Biel Mean Time (BMT). Diese Zeitrechnung konnte sich nicht durchsetzen.

### LMU München
Die Ludwig-Maximilians-Universität München teilt zur Zeiterfassung den Tag in Zehntelstunden, wobei die Uhrzeit tatsächlich in diesen Einheiten auf Stempelkarten gedruckt wird. Es handelt sich also um eine Variante der Industrieminute (0,1 statt 0,01 Stunden) und nicht um eine dezimale Unterteilung des Tages.

### Deutsche Bahn
Bahnintern werden Zeiten in Zehntelminuten berechnet und festgelegt (eine Zehntelminute = sechs Sekunden). Die internen Fahrpläne sind bis auf die Zehntelminute genau.

### USPS-Zeit
Die US-amerikanische staatliche Postverwaltung USPS verwendet ein Zeitformat mit 24 Stunden pro Tag, aber 100 Minuten pro Stunde. Die Zeit wird ähnlich wie bei der „military time“ vierstellig, im 24-Stunden-Format und ohne (Doppel-)Punkte angegeben. So entspricht 14:30 Uhr etwa 1450 im USPS-Zeitformat; 14:45 Uhr entspricht 1475. Eine USPS-Minute entspricht damit 36 Sekunden bzw. einer Industrieminute.

### Französische Revolutionszeit
- LE CALENDRIER RÉPUBLICAIN Textes officiels Décrets Relatifs à l'établissement de l'Ère Républicaine auf archive.org
- Outlines of Astronomy
- Die Dezimalzeit der Französischen Revolution (mit Umrechner) auf archive.org
- Aktuelle Dezimalzeit – Webseite, die die aktuelle Dezimalzeit anzeigt und den Quellcode zur Verfügung stellt.
- Revolutionsuhr der französischen Revolution im Watch-Wiki

### Andere Dezimalzeiten
- Weltweite Dezimalzeit und Dezimalkalender der Decimal Time Association – Webseite, auf der eine aktuelle Dezimalzeit (100:100:100) mit einem Dezimalkalender inklusive UTC-Regler angezeigt wird.
- Umrechnungstabelle Minuten in Dezimal von der Universität Bamberg